# Robert Bodley
Robert Bodley   (Ciutat del Cap, 31 de juliol de 1878 - Port Shepstone, 6 de novembre de 1956) va ser un tirador sud-africà que va competir a començaments del segle xx.
El 1912 va prendre part en els Jocs Olímpics d'Estocolm, on disputà cinc proves del programa de tir. Els millors resultats els aconseguí en les proves de rifle militar per equips i rifle lliure per equips, on fou quart i sisè respectivament. En les altres tres proves finalitzà en posicions força endarrerides.
Vuit anys més tard, un cop finalitzada la Primera Guerra Mundial, va disputar set proves del programa de tir dels Jocs d'Anvers. Guanyà la medalla de plata en la competició de rifle militar, 600 metres equips. En les altres proves destaca la cinquena posició en la de rifle militar 300 i 600 metres, bocaterrosa per equips i la vuitena en les de carrabina, 50 metres per equips i rifle militar 300 metres, bocaterrosa per equips com a millors resultats.